# Wülfershausen an der Saale

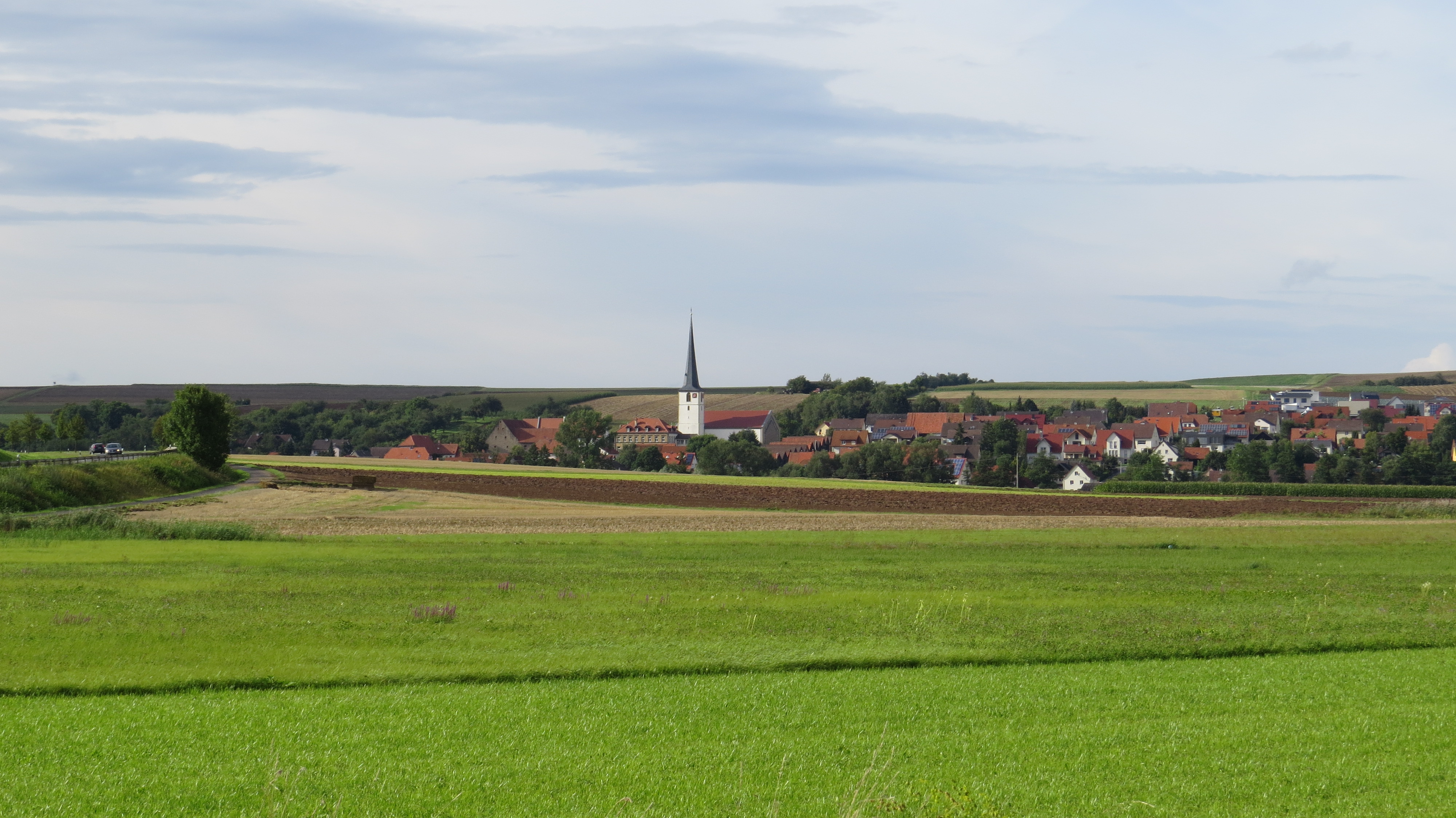
Wülfershausen an der Saale von Süden

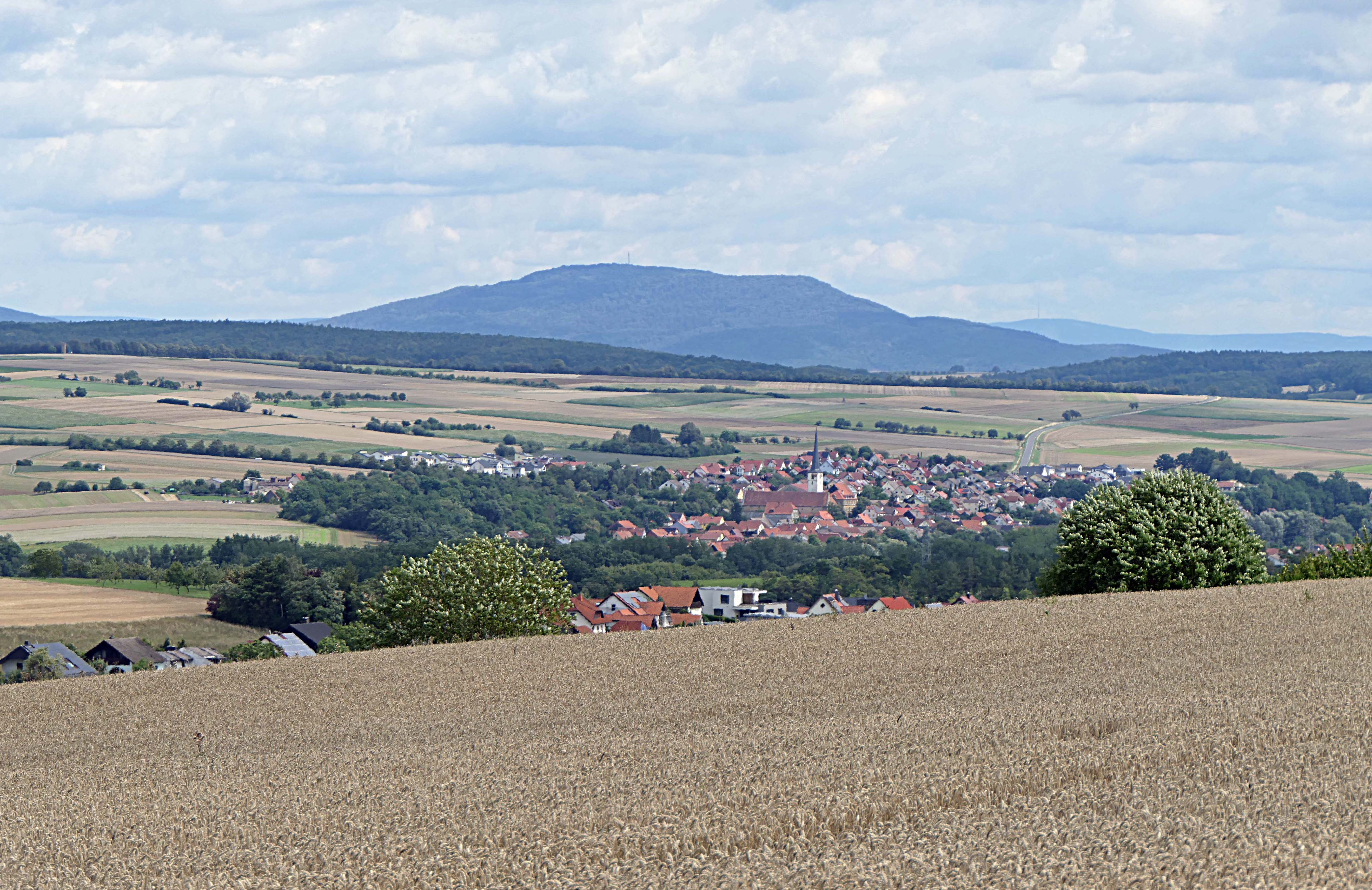
Wülfershausen an der Saale von Westen

Wülfershausen an der Saale (amtlich: Wülfershausen a.d.Saale) ist eine Gemeinde im unterfränkischen Landkreis Rhön-Grabfeld und ein Mitglied der Verwaltungsgemeinschaft Saal an der Saale. 

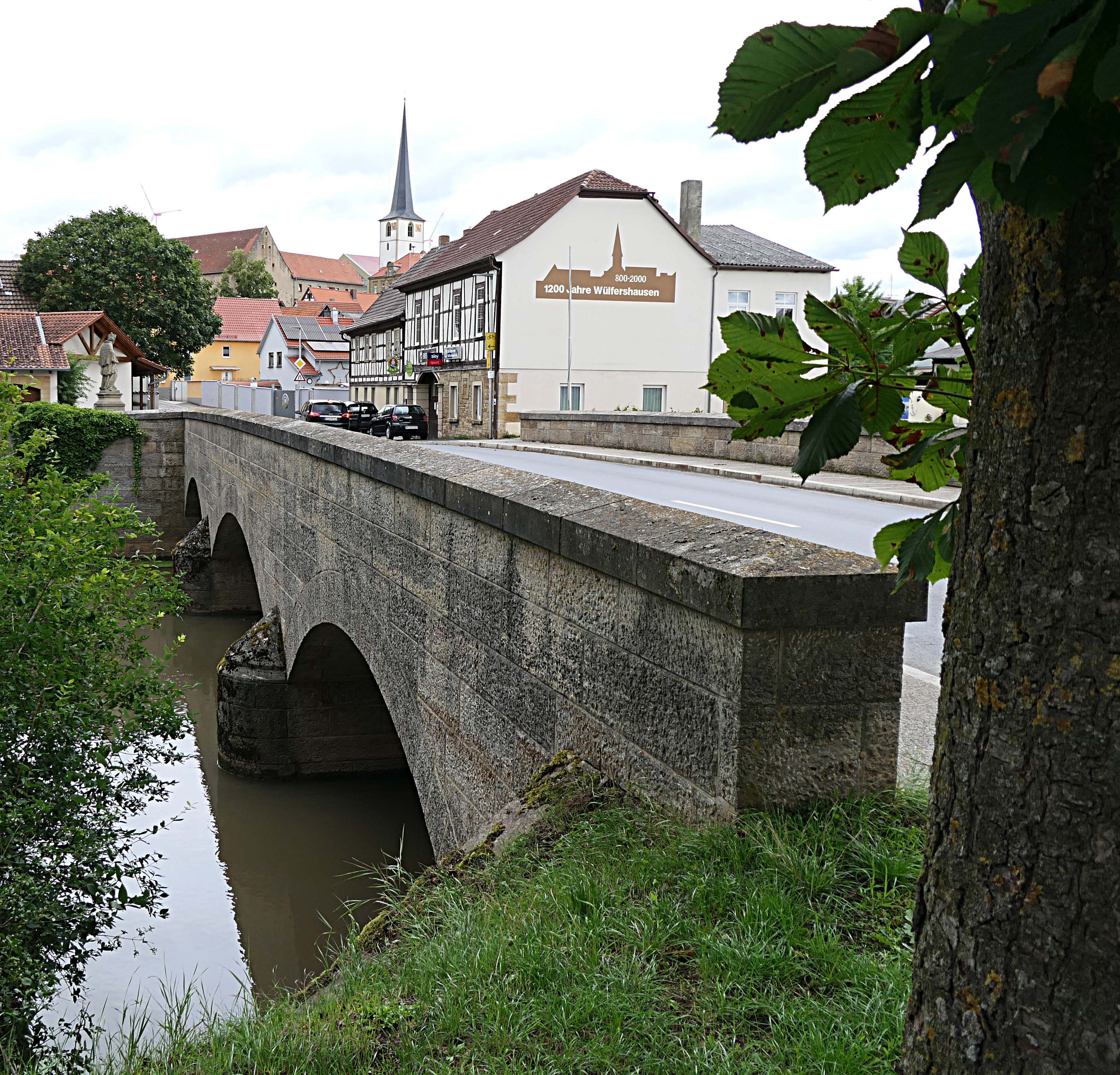
Saalebrücke in Wülfershausen

## Geografie
Die Gemeinde liegt in der Region Main-Rhön im Zentrum des Grabfelds, an der Fränkischen Saale.

### Gemeindegliederung
Es gibt fünf Gemeindeteile (in Klammern ist der Siedlungstyp angegeben):
- Eichenhausen (Kirchdorf) mit St. Anna (Eichenhausen)
- Findelmühle (Einöde)
- Schloßmühle (Einöde)
- Taubachsmühle (Einöde)
- Wülfershausen an der Saale (Kirchdorf)

Es gibt auf dem Gemeindegebiet die Gemarkungen Eichenhausen und Wülfershausen an der Saale. Die Gemarkung Wülfershausen hat eine Fläche von 13,464 km². Sie ist in 3285 Flurstücke aufgeteilt, die eine durchschnittliche Flurstücksfläche von 4098,73 m² haben.

## Geschichte

### Bis zur Gemeindegründung
Im Jahr 800 erfolgte die erstmalige urkundliche Erwähnung in einer Schenkungsurkunde der frommen Amalbirge, Tochter des Adelheres, die im Jahre 32 der Regierung Karls (800 n. Chr.) in „Munrichstat“ ihre ganze Habe, darunter auch die in „Villa Wulfrichshus“ im Gau Grabfeld dem Salvatordom in Würzburg vermachte.
Weitere urkundliche Nachrichten enthalten die Fuldaer Traditionen, wonach im Jahre 801 derselbige Adelheres dem Kloster Fulda seine sämtlichen Besitzungen in Wulferichshus testamentlich vermachte.
Während der Zeit der Stammesherzogtümer lag der Ort im Herzogtum Franken.
1018 schenkte Bischof Heinrich I. von Würzburg den Zehnt vom Wülfershausen dem von ihm gegründeten Benediktinerkloster St. Stephan in Würzburg. 1136 erwarb dieses Kloster in Wülfershausen ein eigenes Hofgut, das sich im Laufe der Jahrhunderte durch Schenkung und Ankauf zum größten Bauerngut des Dorfes entwickelte.
Am 4. Januar 1258 vermachte Fürstbischof Iringus von Rheinstein das ganze Dorf Wülfershausen dem Kloster St. Stephan in Würzburg. Von da an war in den folgenden Jahrhunderten Wülfershausen dem Kloster „zehnt- und gültpflichtig“.
Aus dem Incorporationsbrief der Pfarrei Wülfershausen an das St.-Stephans-Kloster zu Würzburg ist zu entnehmen, dass Benediktinerpatres die Seelsorge dort und in vier benachbarten Filialdörfern bis zur Säkularisation im Jahre 1804 übernahmen. Die Benediktiner prägten in den folgenden Jahrhunderten baulich und gesellschaftlich das Ortsbild und die Menschen Wülfershausens. Neben ihrer baulichen Aktivität pflegten sie auch den Weinbau in Wülfershausen, der bis zum Jahre 1840 regen Zuspruch fand.
Um 1500 erhielt Wülfershausen das Privileg, im Jahre drei Märkte (Kehlmärkte) innerhalb seiner Mauern abzuhalten. Am Rathaus gab die aufgesteckte Marktfahne jeweils die Marktdauer bekannt.
Mit dem Marktrecht war zugleich das Befestigungsrecht verbunden. Das Dorf war in alter Zeit südlich und westlich durch die Saale und nördlich und östlich durch einen Wall und eine Mauer von außen gegen Feinde geschützt. Im Bereich von Kirche und Pfarrhaus gab es als eigene Befestigung eine Kirchenburg mit den sogenannten Gaden. Die letzten Gaden wurden beim Kirchenbau 1962/63 ein Opfer der Spitzhacke.
Bezeugt ist im Gemeindearchiv, dass Wülfershausen einst neben einer bedeutenden Bewehrung drei Tortürme bzw. Torhäuser besaß: das Obertor, das Untertor und das Angertor. Das Untertor wurde bereits 1790, das Obertor 1832 und 1837 das Angertor geschleift. Noch heute benennen sich Ortsbereiche nach diesen Tornamen.
Im Jahre 1607 hatten katastrophale Brände insgesamt 97 Wohnungen und Scheunen, im Jahre 1692 113 Gebäude in Schutt und Asche gelegt.
1804 wurde Wülfershausen, das bisher zum Landgericht Bad Neustadt an der Saale gehörte, dem Landgericht und Rentamt Bad Königshofen zugewiesen.
Im Jahre 1829 stiftete Anna-Maria Rösch ein Frühmessbenefizium.
1840 wurde der einstmals stark verbreitete Weinbau (Einlagerung von 82 Hektolitern im Zehntkeller unter dem Pfarrhaus im Jahre 1683) in Wülfershausen eingestellt. Heute noch erinnern das Gemeindewappen und die St.-Urban-Prozession – der Heilige Urban ist Patron der Weinberge – am 25. Mai alljährlich daran.
Das Amt des Hochstiftes Würzburg gehörte ab 1500 zum Fränkischen Reichskreis. Es wurde nach der Säkularisation 1803 zugunsten Bayerns 1805 Erzherzog Ferdinand von Toskana zur Bildung des Großherzogtums überlassen und fiel mit diesem 1814 endgültig an Bayern. Im Jahr 1818 entstand die politische Gemeinde.

### Der versunkene Ort Veitschwingen
Benefiziat Georg Schwinger erwähnte in seiner Dorfchronik von 1898 den Ort Veitschwingen (oder Veitswinden), der nordwestlich des Weißen Turms gelegen haben soll. Nach der in Wülfershausen mündlich überlieferten Sage besuchte ein Mädchen (an anderer Stelle vier Personen) den Kirchweihtanz in Wülfershausen und fand bei seiner Rückkehr den Ort nicht mehr, er war versunken. Als Beleg führte der Benefiziat an, dass Wülfershausen früher zwei Schöffen gestellt hatte (was auch durch die zwei Klöstern zugehörigen Dorfhälften erklärt werden kann). Weiter soll lange Zeit eine aus Veitschwingen stammende Glocke die Viertelstunden geschlagen haben.
Der Wahrheitsgehalt der Überlieferung lässt sich nicht prüfen. Allerdings sind in der Mainfränkischen Studie Nr. 1 die wüst gefallenen Orte Brunigsdorf, Haelßhausen (auch Holzhausen) und Veitswinden auf der Gemarkung Wülfershausen genannt. Veitschwingen wird mehrfach erwähnt, es war offensichtlich schon in der ersten Hälfte des 15. Jahrhunderts wüst gefallen. Benefiziat Schwinger zitiert das Standbuch 358, nach dem die Wüstung Veitswinden 1515 von Abt Kilian aus Bildhausen an Wargolshäuser Bauern vererbt wurde.

### Jüdisches Leben

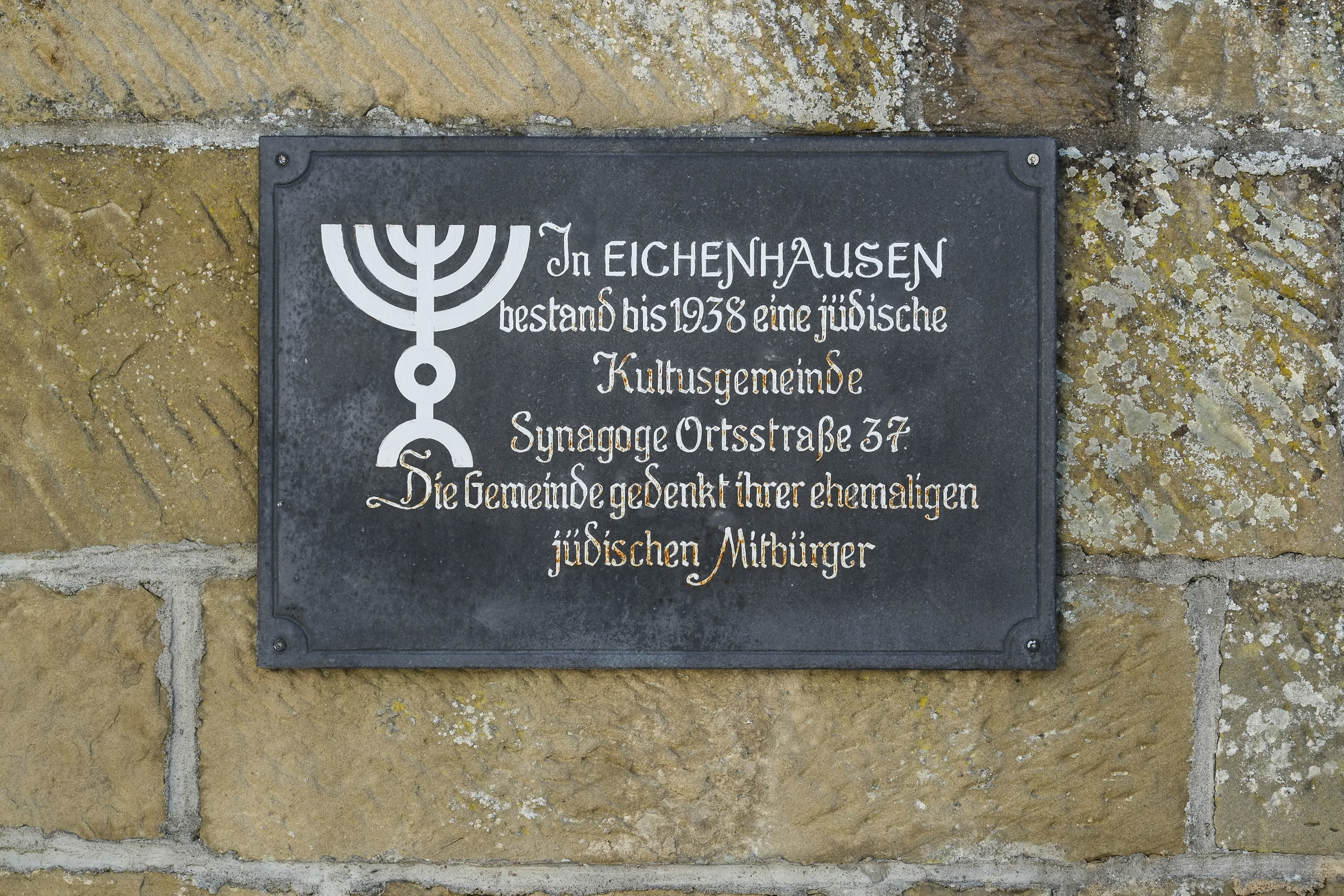
Erinnerungstafel Synagoge

Mindestens seit dem 19. Jahrhundert waren im Gemeindeteil Eichenhausen jüdische Familien ansässig, die sich in der Ortsstraße 37 ihre Synagoge errichteten. Diese wurde beim Novemberpogrom 1938 durch SA-Männer zerstört, woran eine Erinnerungstafel am Kriegerdenkmal erinnert.

### Eingemeindungen
Im Zuge der Gebietsreform in Bayern wurde am 1. Mai 1978 die Gemeinde Eichenhausen eingemeindet.

### Einwohnerentwicklung
Im Zeitraum 1988 bis 2018 stagnierte die Einwohnerzahl, konkret fiel sie von 1456 auf 1453 um 3 Einwohner bzw. um 0,2 %. 1997 hatte die Gemeinde 1518 Einwohner.
Quelle: BayLfStat

### Baudenkmäler

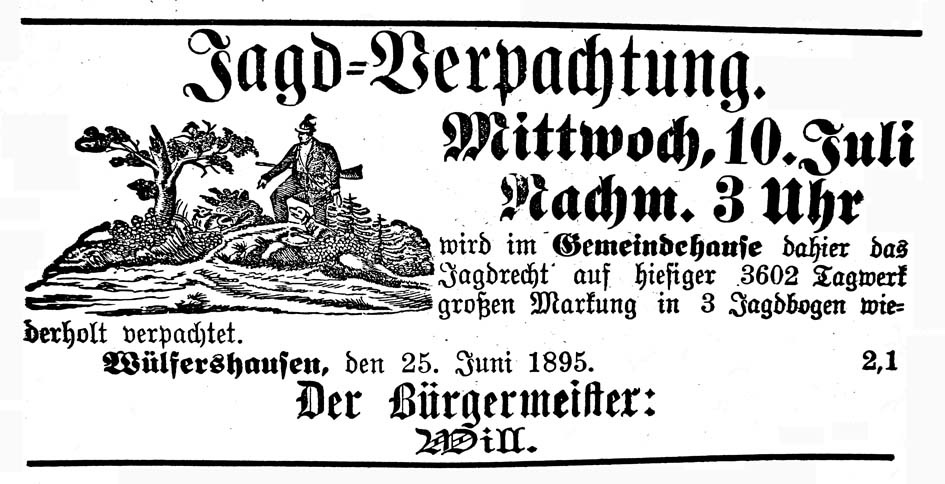
Anzeige aus der Rhön- und Saalepost

## Bauwerke

### St.-Stephanus-Kapelle
Nahe der Bundesstraße 279 liegt auf einer leichten Anhöhe vom Friedhof umgeben die romanisch/spätgotische Friedhofskapelle St. Stephan, im Volksmund „Stöffskirch“ genannt. Der alte Friedhof lag vor 1607 um die allererste Pfarrkirche St. Vitus und innerhalb der schützenden Kirchenburg im Dorf. Da dieser Begräbnisplatz durch die wachsende Bevölkerung zu eng geworden war, wurde im Jahre 1507 vom alten Klosterhofbesitz Ackerland für den neuen Friedhof abgetreten.
Auf diesem Grundstück stand schon damals ein kleines Stephanuskapellchen, wohl aus dem 13. Jahrhundert.
1507 wurde das Kapellchen durch ein Langhaus (Erbauer unbekannt) vergrößert. Es ist anzunehmen, dass das Kloster die Kapellenerweiterung durchführte, zumal das Bauwerk auf dem Stephanshofgut steht, dessen Eigentümer das Kloster war. Das Hofgut wurde später verkauft mit der Auflage, dass der neue Eigner täglich das Gebetsläuten („Angelusläuten“) besorgen musste.
Die von einem „Guttäter“ gestifteten Kreuzwegstationen innerhalb der zwei Meter hohen Mauer des Friedhofs wurden 1863 aufgestellt und eingeweiht. Sie dokumentieren das handwerkliche Kunstverständnis eines genialen, aber unbekannten Steinmetzmeisters.
Die Lourdesgrotte an der östlichen Kapellenwand, ebenfalls eine Stiftung, stammt aus dem Jahre 1896 und ist auch noch heute sehr oft Zufluchtsort.
In dem Gemeindeteil Anger nahe der St.-Stephanus-Kapelle sind zwar keine Gebäude aus dem 13. Jahrhundert erhalten, aber manches Haus hat zwei- bis dreihundert Jahre überstanden. Einzelne Fachwerkhäuser zeigen mit reich geschnitzten Balken, Eckpfosten, Holzzahnschnittverzierungen und mit der Margerite als Mittelpunkt der geschwungenen Andreaskreuze handwerkliches Können und Wohlhabenheit seiner damaligen Eigentümer.

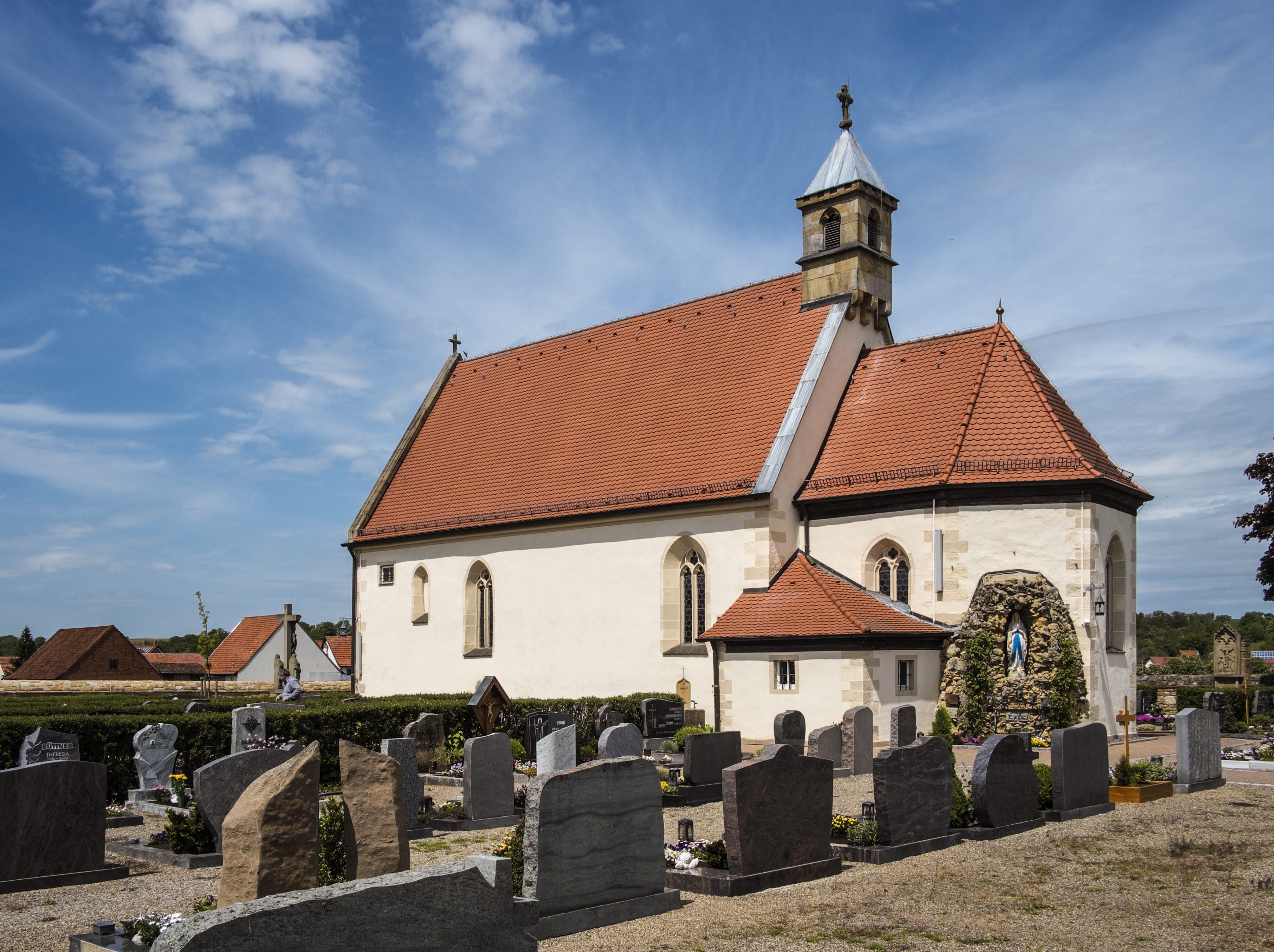
Stephanuskapelle mit Lourdesgrotte
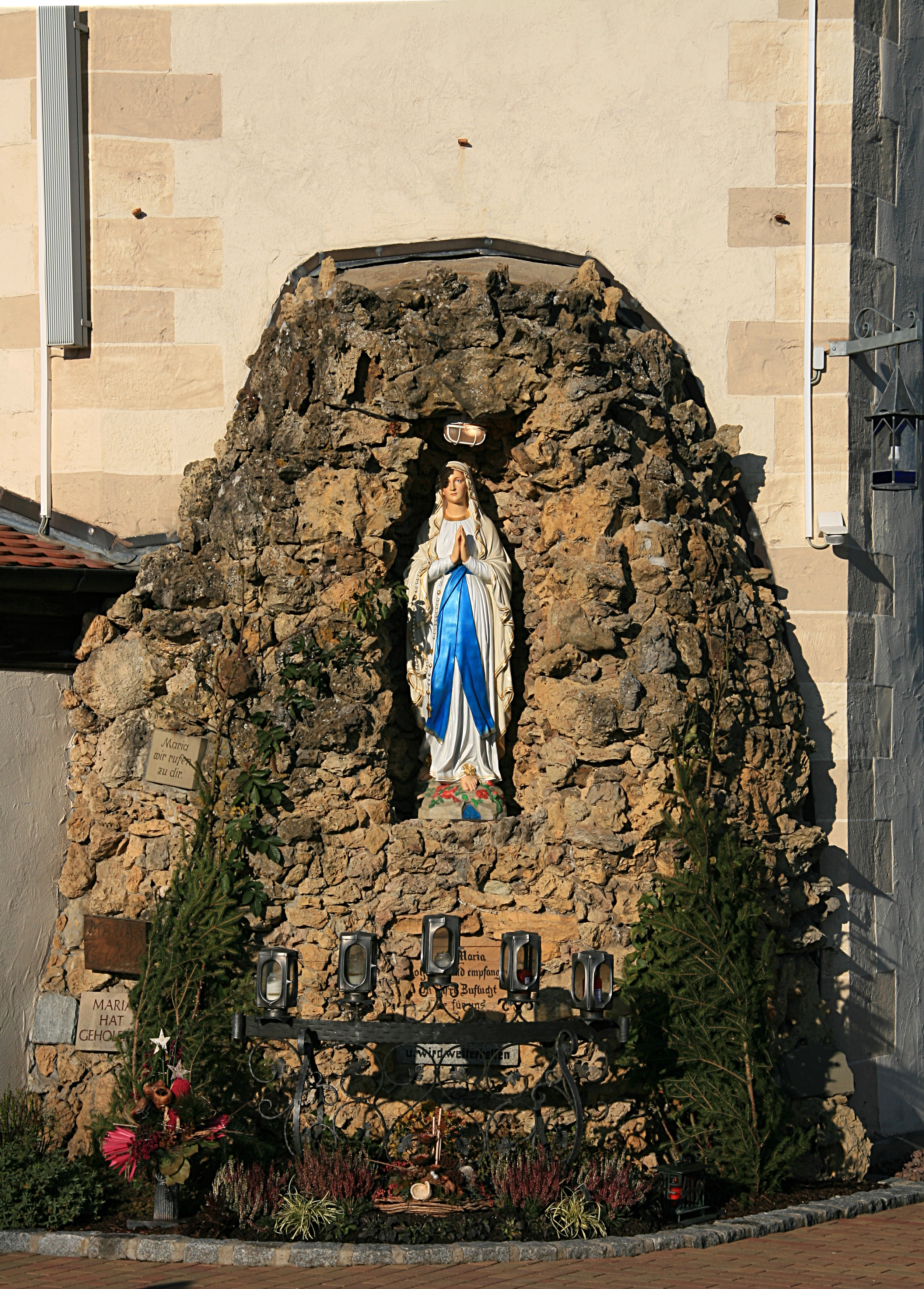
Lourdesgrotte
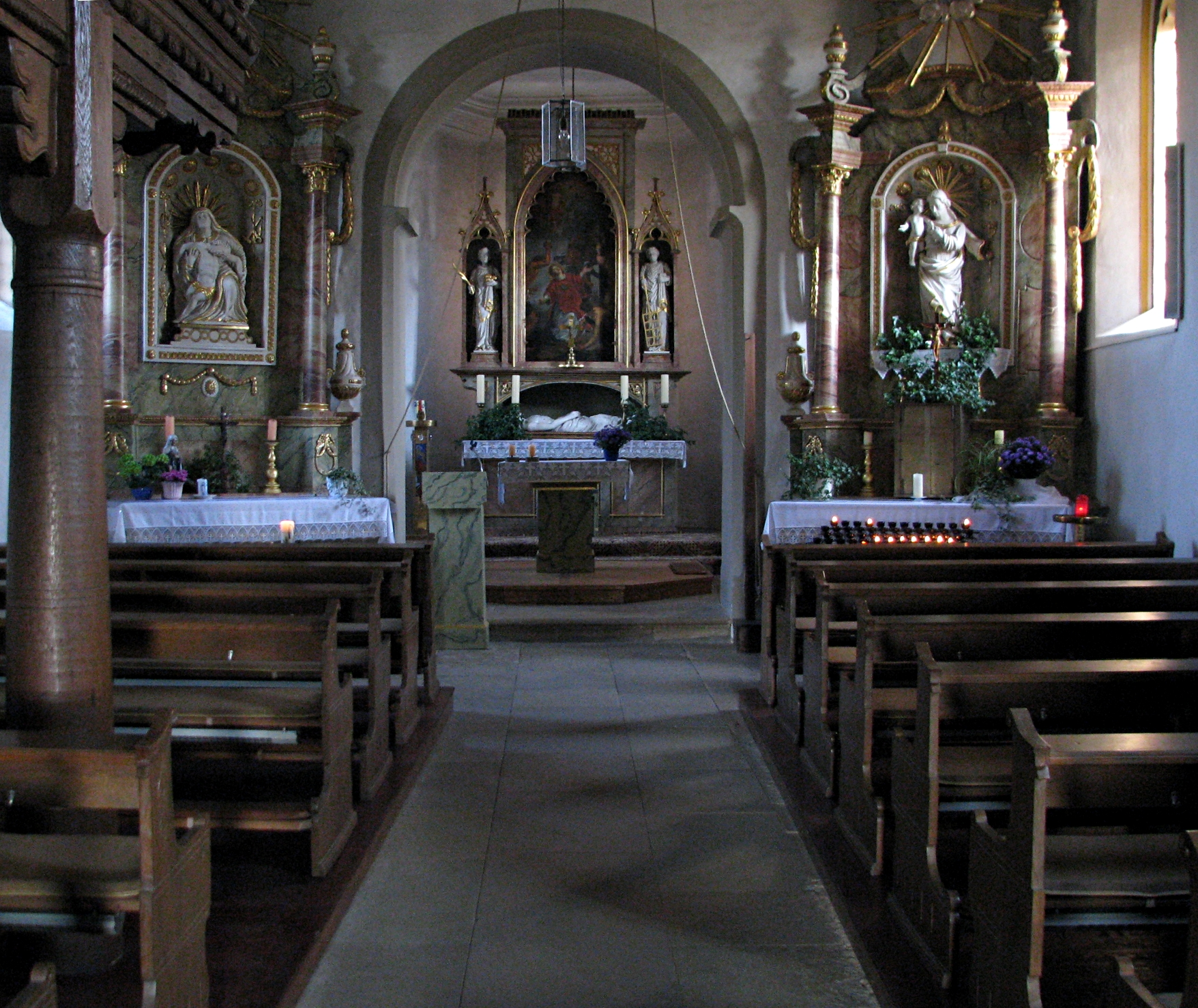
Innenansicht Stephanuskapelle
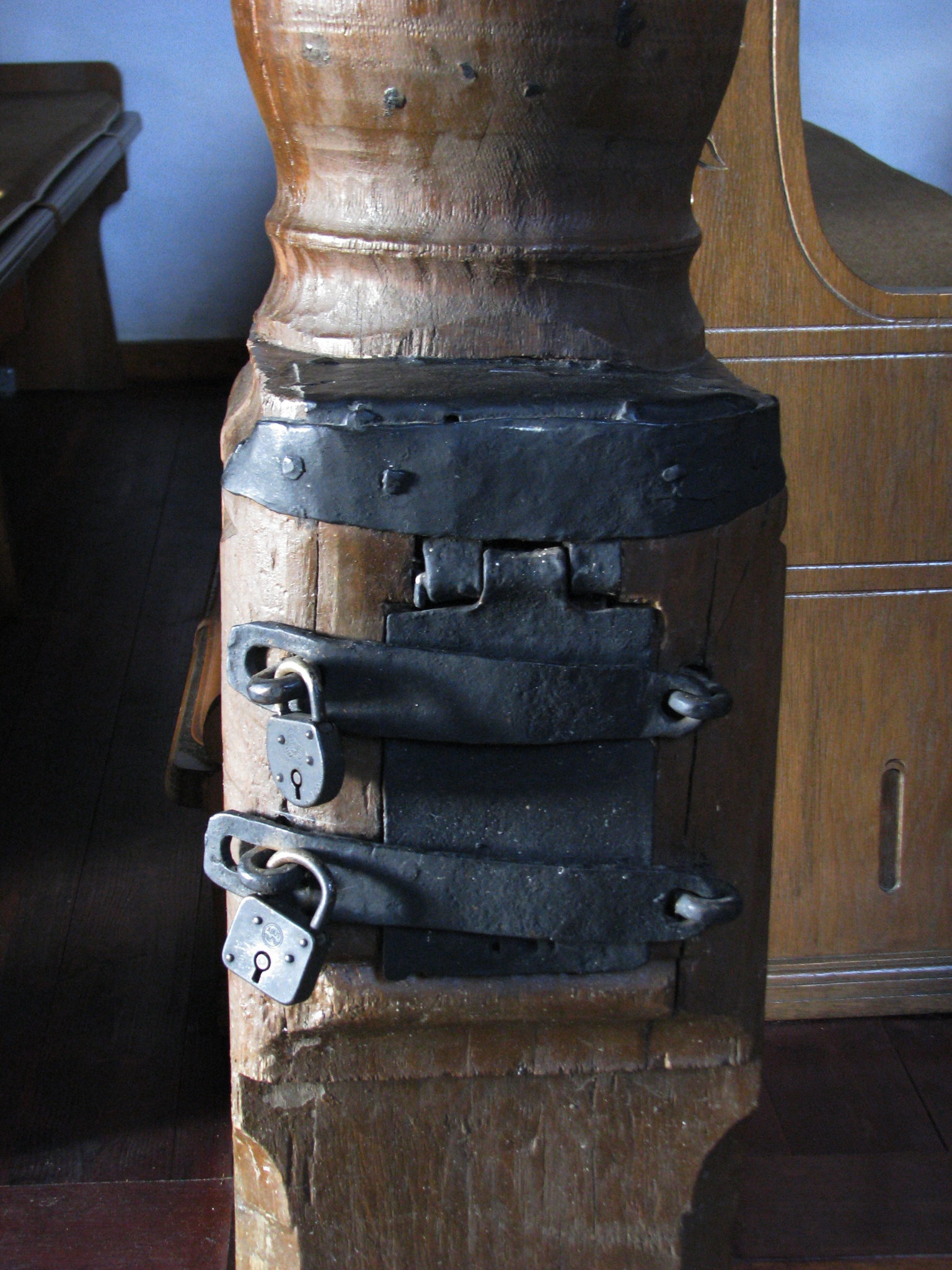
Alter Opferstock in der Stephanuskapelle
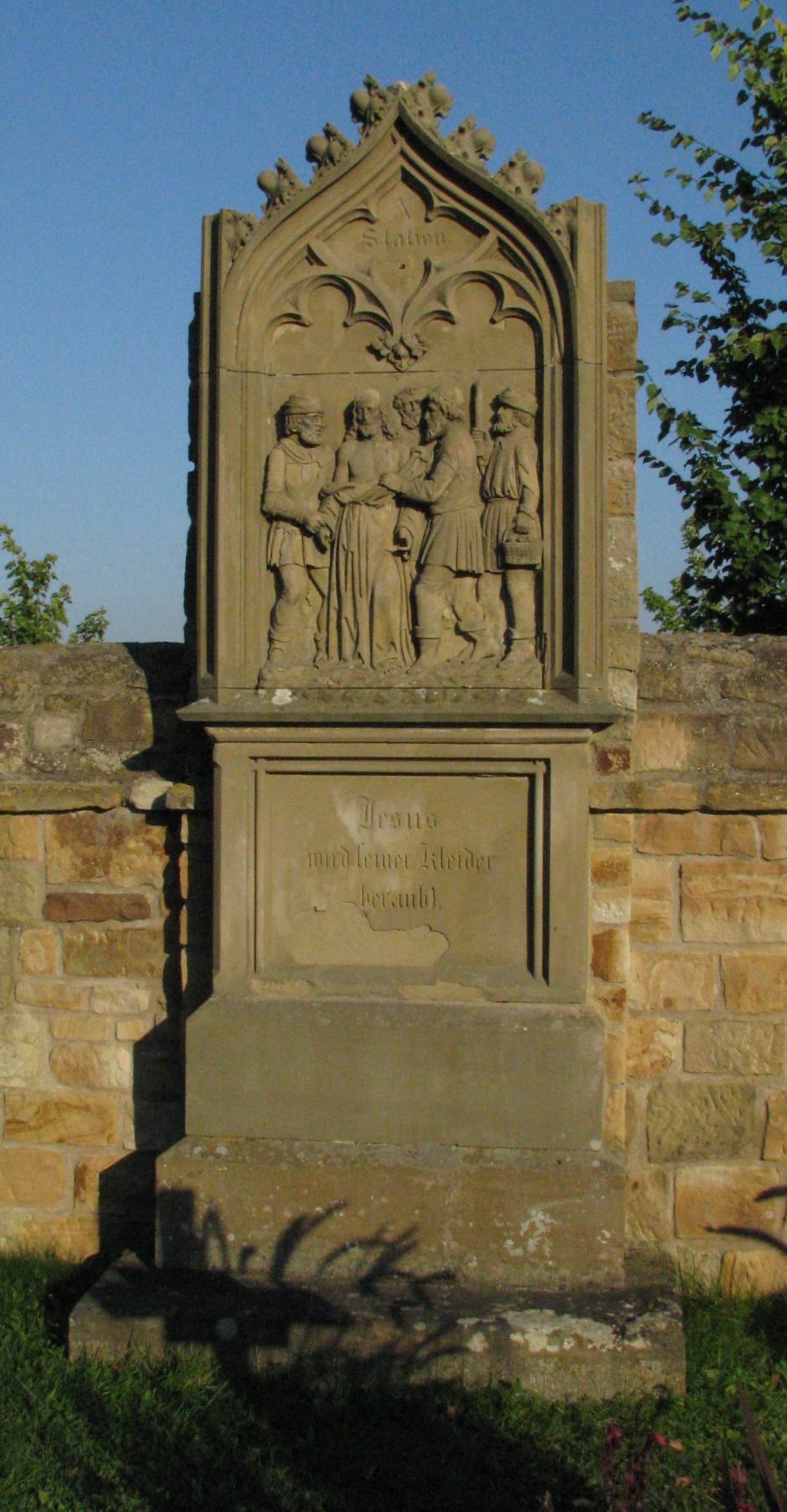
10. Kreuzwegstation am Friedhof von Wülfershausen an der Saale
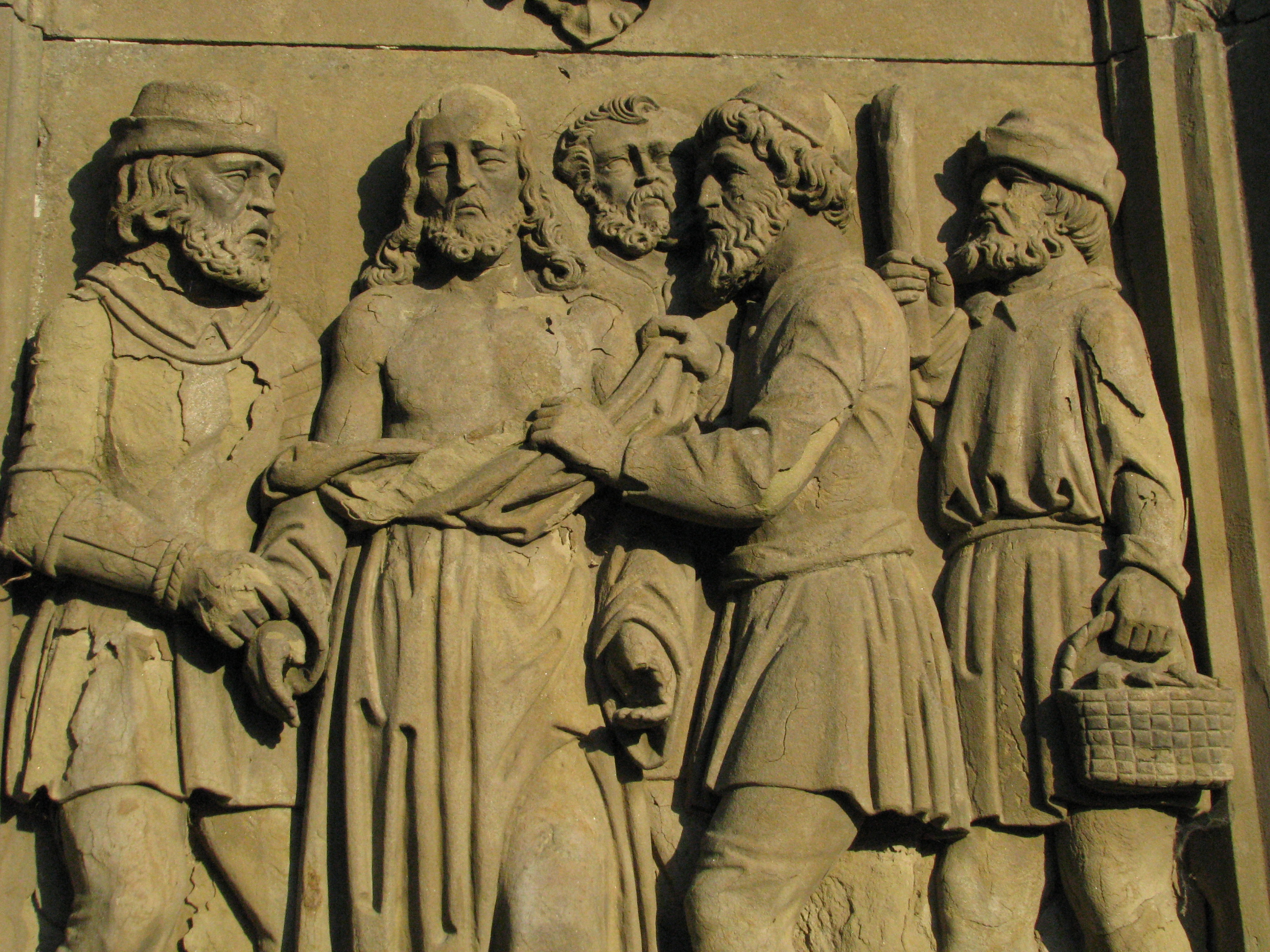
Nahaufnahme 10. Kreuzwegstation am Friedhof von Wülfershausen an der Saale
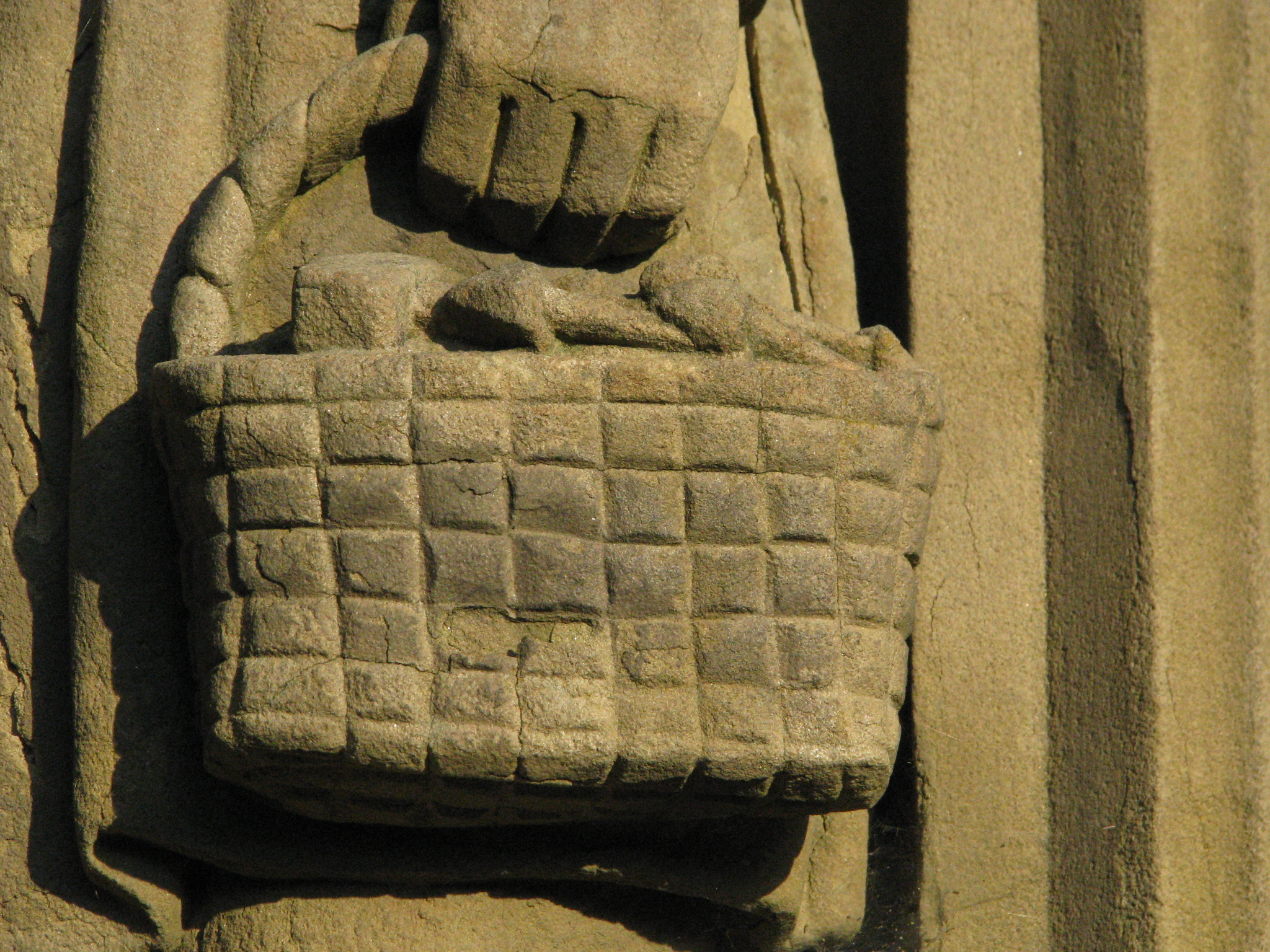
Detailaufnahme Nagelkorb, 10. Kreuzwegstation am Friedhof von Wülfershausen an der Saale
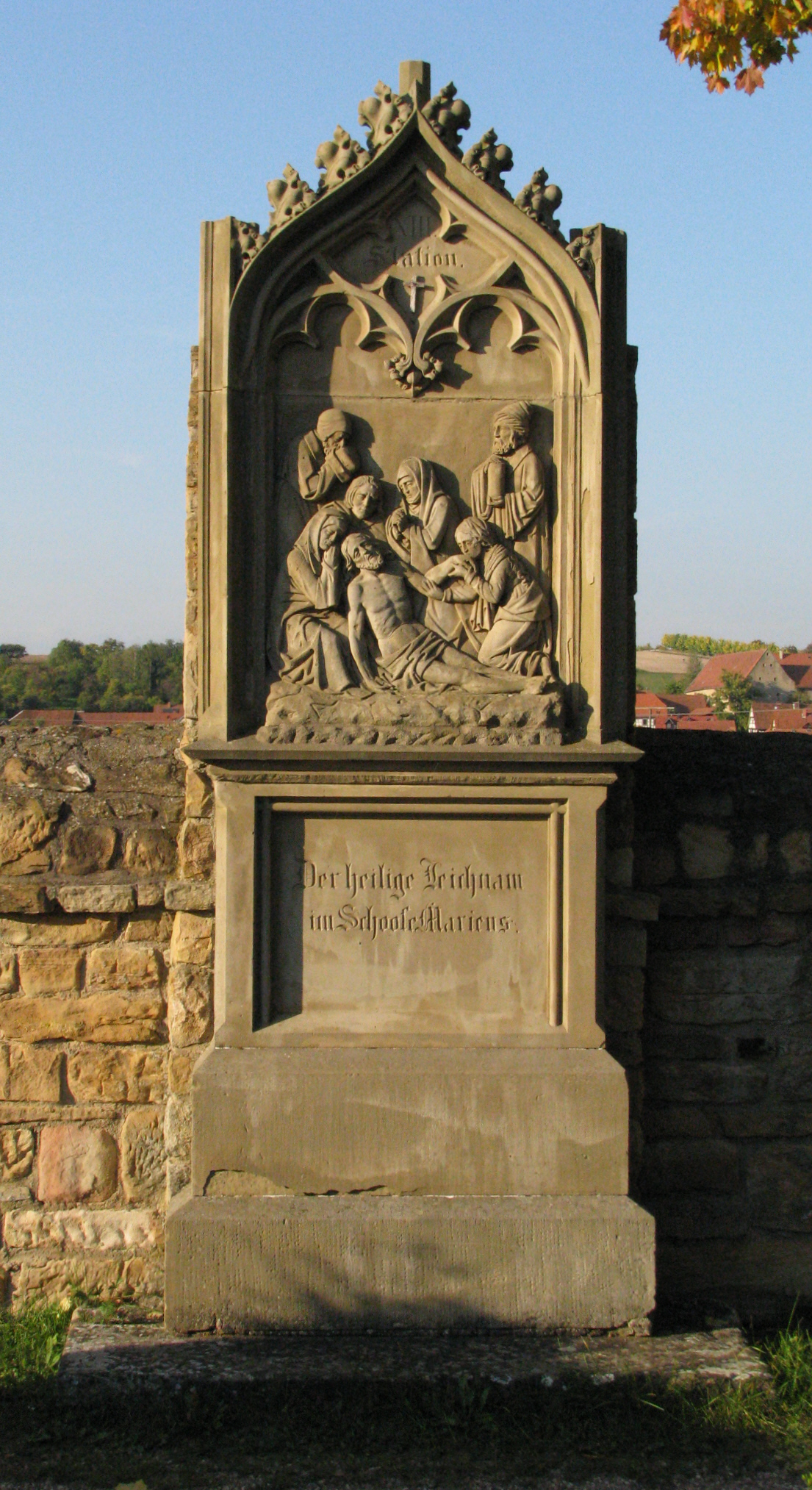
13. Kreuzwegstation am Friedhof von Wülfershausen an der Saale

### Rathaus und Schlundhaus

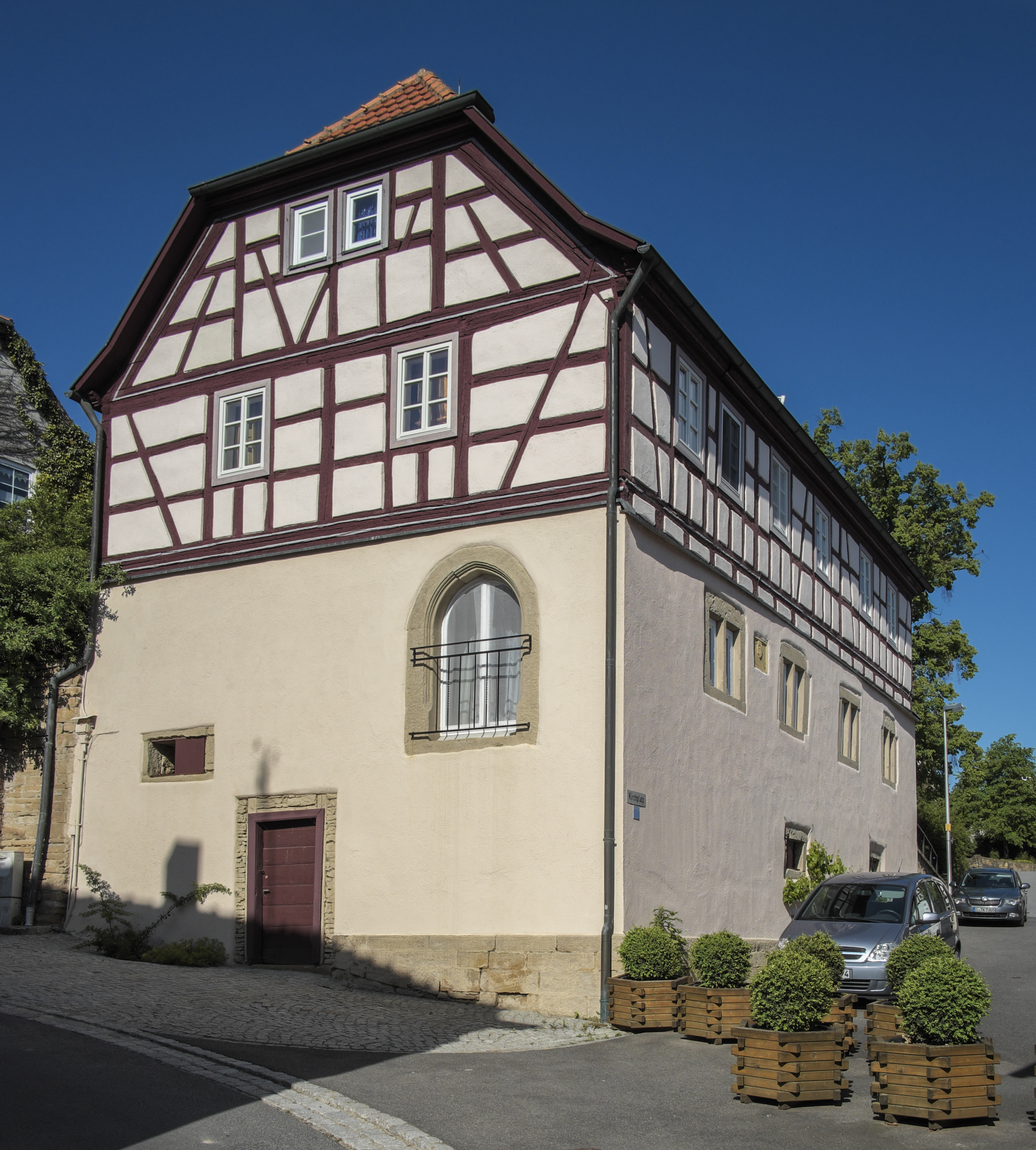
Ehemaliges Rathaus

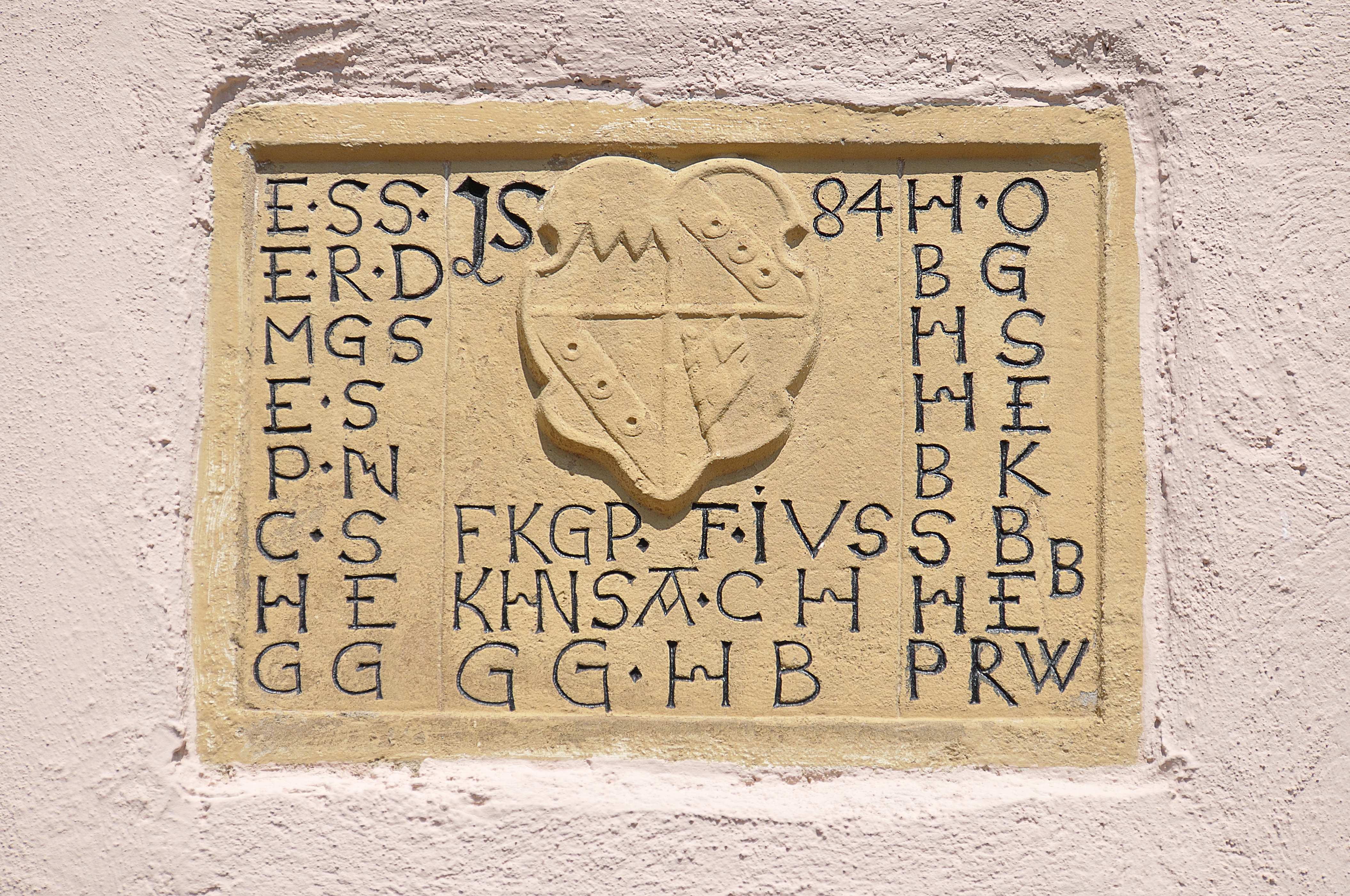
Gemeindewappen von 1584

Auf dem Weg zur Kirche liegt nördlich das alte hohe Rathaus mit dem rundbogigen Konsoleneingang. Es zeugt von dem damals wahrgenommenen Recht auf eigene Verwaltung und niedere Gerichtsbarkeit und zeigt auf seiner Südseite das Fränkische Wappen mit der Jahreszahl 1584.
Daneben erhebt sich seit 1613 das ehemalige Gemeindeschlundhaus, die spätere Gaststätte Ziegler. Es war eines von drei Gemeindewirtschaften der damaligen Zeit.

### Pfarrhaus und Zehntscheune
Nordöstlich davon liegt der Pfarrhof mit der mächtigen Zehntscheuer und dem langgestreckten Pfarrhaus mit seinem figuren- und wappengeschmückten Renaissanceeingang. Erbaut wurde es im Jahre 1608 von Pater Kilian Gullmann, dem damaligen Ortspfarrer als Wohnung für mehrere Patres und Fratres zur Betreuung der angrenzenden Kirchengemeinden, nachdem er im Jahr zuvor, 1607, eine neue Kirche hatte bauen lassen.
Die nahegelegene Zehntscheuer, Herrenbau genannt, wurde im gleichen Jahr errichtet. Sie war Sammelort für die Zehnten, Gülden und Reichnisse in Wülfershausen und weiteren sechs Ortschaften der näheren Umgebung.

### Pfarrkirche St. Vitus

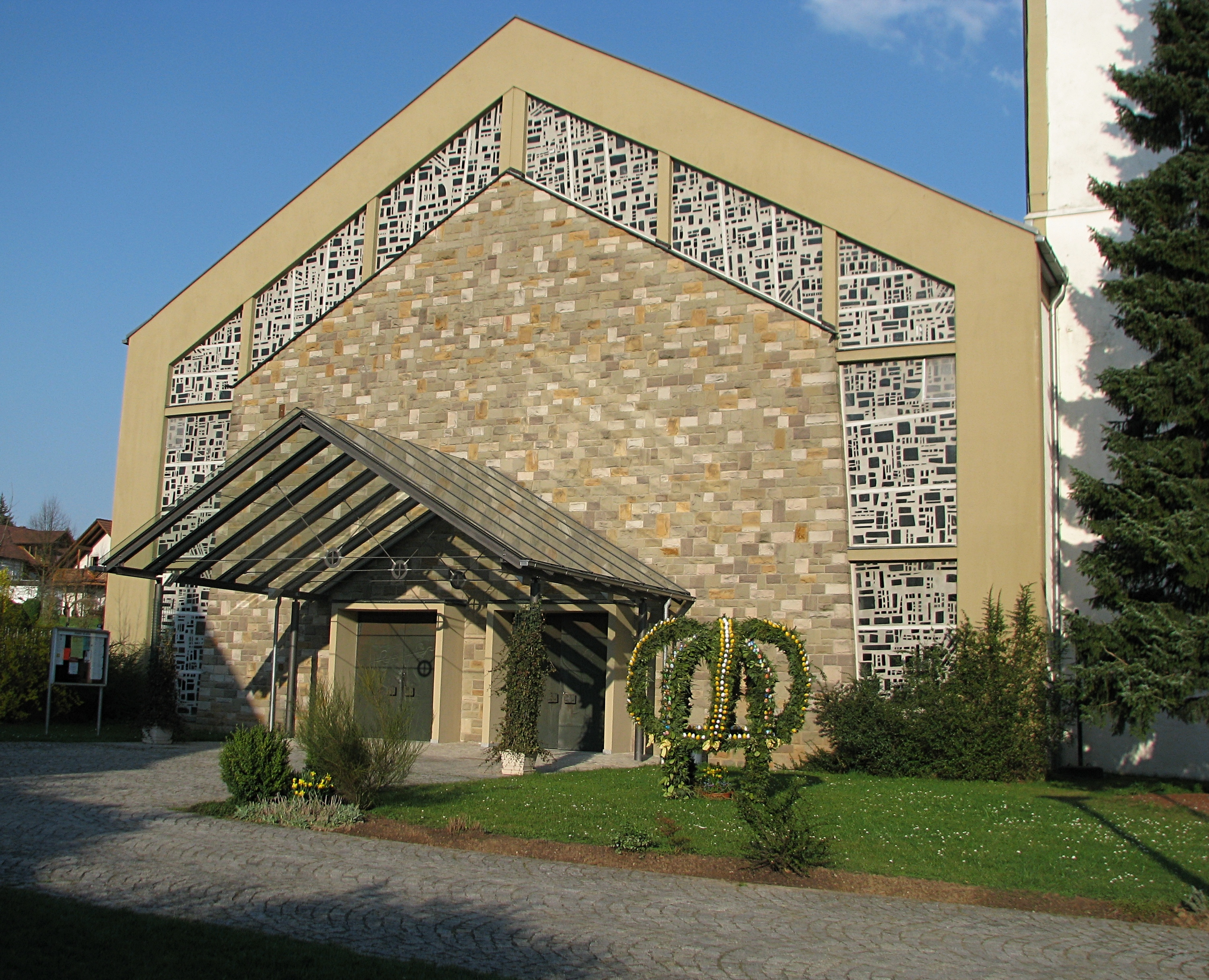
Pfarrkirche St. Vitus

Östlich des Pfarrhauses steht die neue Pfarrkirche St. Vitus, erbaut im Jahre 1962/63 von dem Kirchenbauarchitekten Erwin van Aaken. Sie ist ein schlichter moderner einräumiger Sakralbau aus Beton und Glas, der an die Stelle der zu klein gewordenen alten, im Jahre 1607 von Pater Gullmann errichteten Kirche trat. Damals blieb die untere Turmhälfte (Julius-Echter-Turm) erhalten. 1962/63 wurde beim Kirchenneubau der gesamte Turm mit seinen Abmessungen belassen. Der Kirchenbau erfolgte unter Pfarrer Geis, die Schuldenlastabtragung unter Pfarrer Hugo Müller, der über 30 Jahre die Pfarrstelle in Wülfershausen betreute.

### Schulhaus

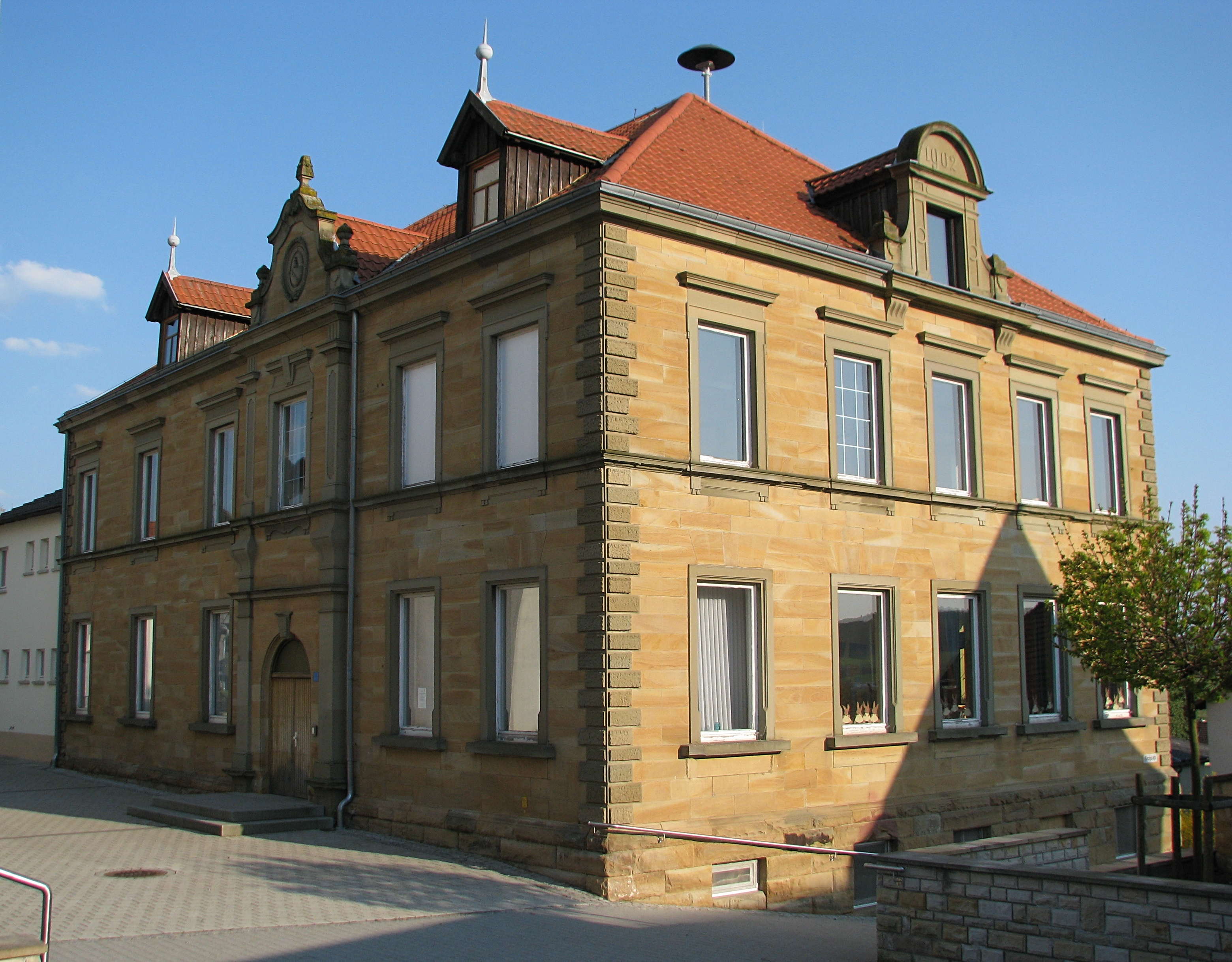
Schulhaus

Südlich der Pfarrkirche steht das im Jahre 1902 in Quadermauerwerk erbaute Schulhaus, dessen Steine aus gemeindeeigenen Brüchen stammen. Es ersetzte das alte Schulhaus aus dem Jahre 1790, das mit Steinen des im gleichen Jahr abgebrochenen Untertores erbaut worden war und das an die Stelle des baufälligen, alten Schulhäuschens getreten war. Erster bestallter Schulmeister laut Urkunde war im Jahre 1575 Kaspar Neugast. Um 1600 wurde noch Sebastian Fügespan, der zugleich öffentlich bestellter Notar war, genannt. Als Baumeister der neuen Schule fungierte im Jahre 1902 die Firma Baumbach aus Nordheim v. d. Rhön, die für die Baukosten 42.000 Reichsmark erhielt. Das Schulgebäude hat fünf Schulsäle und dient noch heute im Schulverband Saaletal als Grundschule.

### Weißer Turm

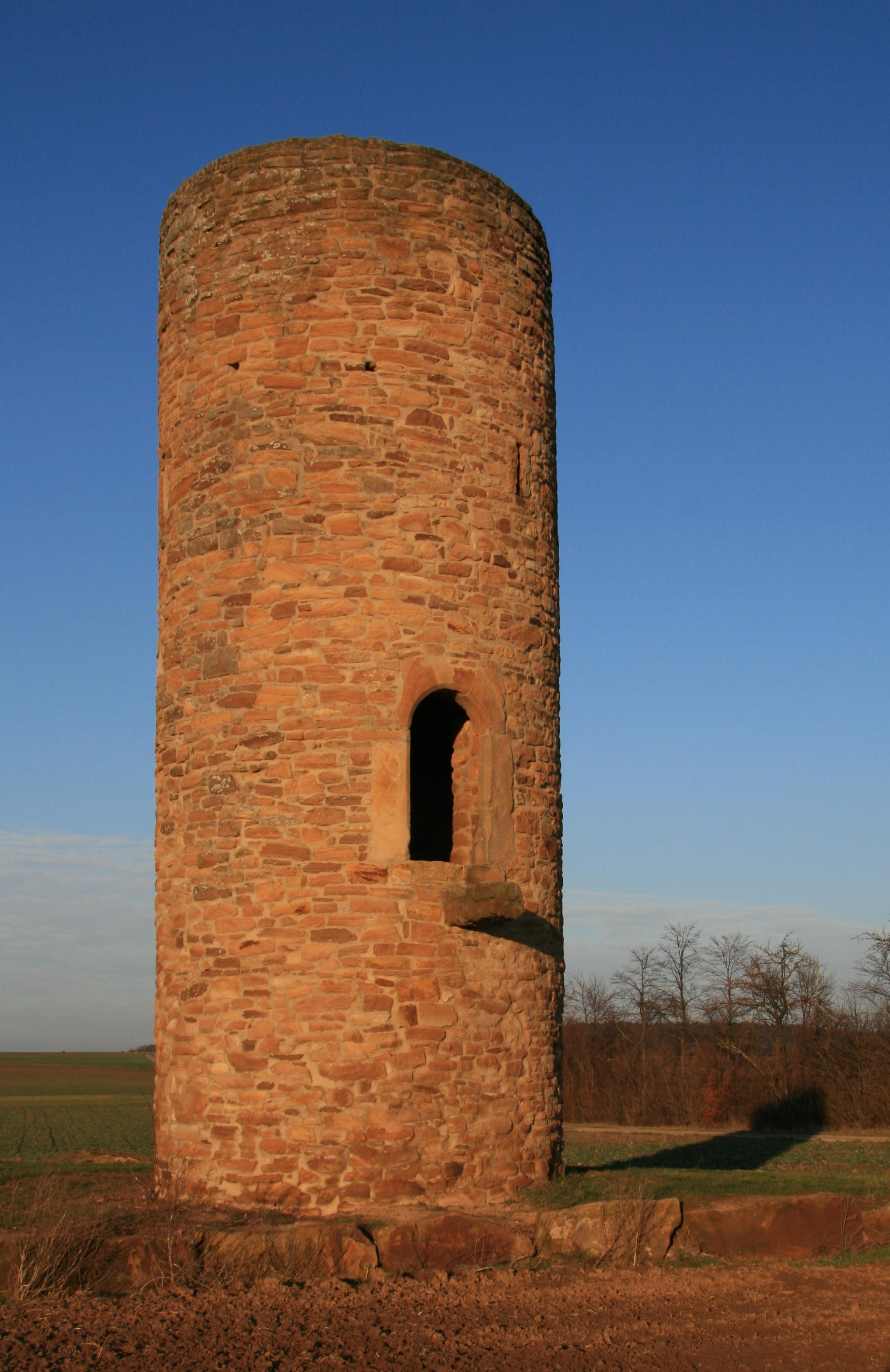
Weißer Turm

1617 wurde der Wartturm auf der Landwehr an der östlichen Gemarkungsgrenze laut Gemeinderechnung weiß angestrichen. Seitdem trägt der landschaftsprägende Turm an der Flurgrenze zu Waltershausen und Wargolshausen den Namen Weißer Turm. Der Vorgängerbau dürfte ein Holzturm aus dem 13. Jahrhundert gewesen sein, der dazu diente, feindliche Angriffe rechtzeitig zu erkennen und die Bevölkerung zu alarmieren. Eine Speisegaststätte im Neubaugebiet in Wülfershausen trug früher den Namen Gasthaus Zum Weißen Turm.

### Rokokobildstöcke

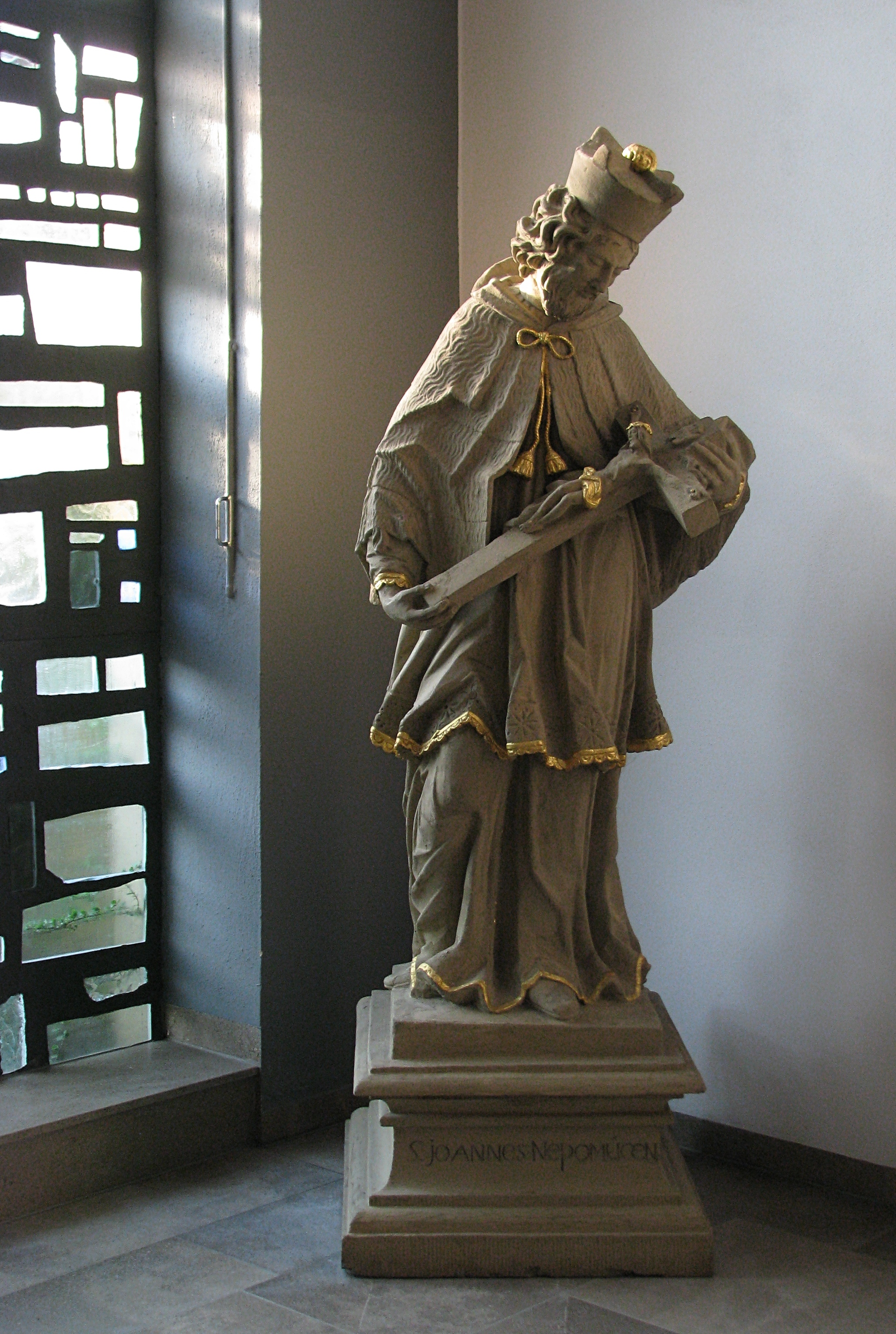
St. Nepomuk von der Saalebrücke

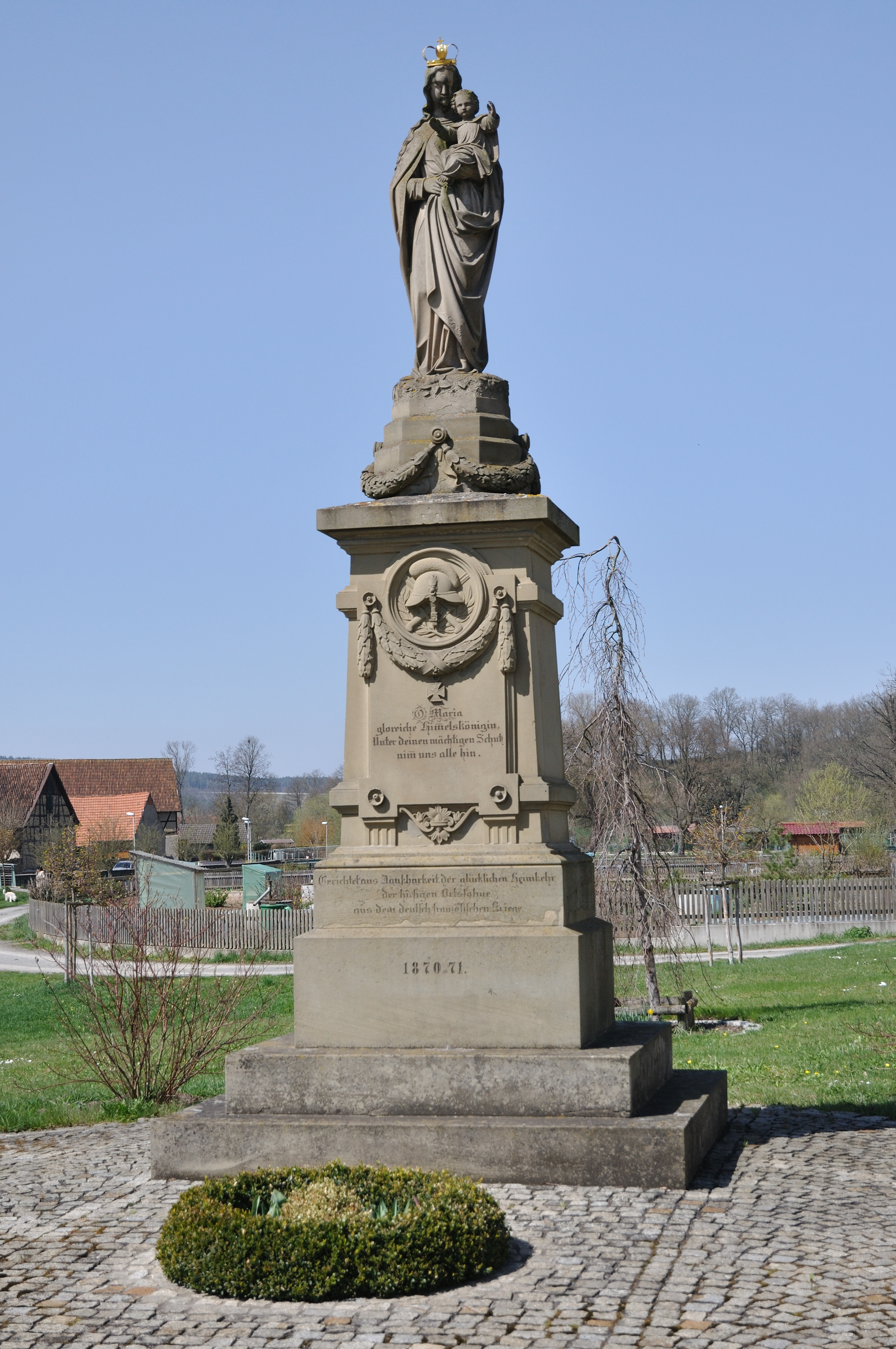
Kriegerdenkmal

Auf dem Weg zur Fränkischen Saale, der durch eine Kastanienallee mit Ausblick gegen Osten über den Wiesengrund führt, befinden sich als Rokokobildstöcke der „Heiland an der Geißelsäule“, „der Prozessionsaltar mit letztem Abendmahl“ (eine Stiftung) sowie der „Heilige St. Nepomuk“ auf der Saalebrücke, alles Zeichen der ehemals im Dorfe tätigen Benediktinermönche.

### Kriegerdenkmal und Armenseelenfest
Das Kriegerdenkmal, in jüngster Zeit neu gestaltet, hat unter hohen Bäumen über dem Saalegrund seinen Platz. Mit der Barockmadonna des Bildhauers Franz Weigand aus Oberelsbach erinnert die Stiftung an die Gefallenen des Deutsch-Französischen Krieges 1870/71 und der beiden Weltkriege. Wülfershausen gedenkt alljährlich im Juli am Armenseelenfest seiner Toten und Gefallenen. Das Armenseelenfest ist eine Stiftung der Geschwister Gertrud und Marianne Weber aus dem Jahre 1920.
Auf der gegenüberliegenden Seite der Breiten Saale – der ehemalige Mühlbach existiert seit dem Verkauf der gemeindlichen Angermühle nicht mehr – stehen weitere Anwesen mit Hoftoren, Wohnhäuser mit vorhangbogigen, gotischen Fußgängerpforten.

## Politik

### Gemeinderat
Nach der Bürgermeisterwahl von 2018 hat der Gemeinderat 13 Mitglieder, 7 für die CSU, 6 Sitze für die Freien Wähler Wülfershausen-Eichenhausen.

### Bürgermeister
Erster Bürgermeister ist Wolfgang Seifert, der am 23. Januar 2018 Nachfolger von Peter Schön wurde. Peter Schön trat im Oktober 2017 zurück. Am 21. Januar 2018 wurde der CSU-Kandidat Wolfgang Seifert mit über 60 % der Stimmen gegen seinen Mitbewerber Heiko Sterzinger von den Freien Wählern zum Bürgermeister der Saalegemeinde gewählt.

### Wappen
| | Blasonierung: „Über blauem Schildfuß, darin ein silberner Schrägbalken mit drei blauen Ringen, in Rot ein wachsender goldener Kessel, daraus aufsteigend die silbern nimbierte Figur des heiligen Veit.“ |
| Wappenbegründung: 1575 erhielt Wülfershausen vom Fürstbischof Julius Echter ein Gemeindewappen verliehen. Es zeigt den Gemeindepatron, den Heiligen Vitus, und das Wappen Echters. Das Originalwappen ist im Gemeindearchiv zu finden. Es hat sich bis heute nicht geändert. Am 21. Oktober 1970 wurde das Wappen modernisiert. Hierzu konnte man den Grafiker Ossi Krapf gewinnen. | |

## Wirtschaft und Infrastruktur

### Wirtschaft einschließlich Land- und Forstwirtschaft
Es gab 2017 nach der amtlichen Statistik 240 sozialversicherungspflichtig Beschäftigte am Arbeitsort und 632 sozialversicherungspflichtig Beschäftigte am Wohnort, so dass 392 Personen mehr aus- als einpendelten. 2016 bestanden 18 landwirtschaftliche Betriebe; die genutzte Fläche waren 628 ha Ackerland und 119 ha Dauergrünfläche. Ein Windpark ist seit mehreren Jahren in Bau.

### Bildung
Es gibt folgende Einrichtungen (Stand: 2018):
- Kindergärten: 85 Kindergartenplätze mit 63 Kindern

## Persönlichkeiten
- Melchior Otto Voit von Salzburg (1603–1653), Bischof von Bamberg
- Michael Traugott Pfeiffer (1771–1849), Musikpädagoge